# إيدي والر
إيدي والر (بالإنجليزية: Eddy Waller) هو ممثل أمريكي، ولد في 14 يونيو 1889 في الولايات المتحدة، وتوفي في 20 أغسطس 1977 بلوس أنجلوس في الولايات المتحدة بسبب سكتة.

## أعمال

### أفلام
- (1940) عناقيد الغضب
- (1941) الرقيب يورك

## وصلات خارجية
- إيدي والر على موقع IMDb (الإنجليزية)
- إيدي والر على موقع ألو سيني (الفرنسية)
- إيدي والر على موقع أول موفي (الإنجليزية)
- إيدي والر على موقع قاعدة بيانات الأفلام السويدية (السويدية)
- إيدي والر على موقع قاعدة بيانات الفيلم (الإنجليزية)
- إيدي والر على موقع كينوبويسك (الروسية)